# Connections (serie de televisión)
Connections (Relaciones o Conexiones en español) es una serie de televisión documental de diez episodios creada, escrita y presentada por el historiador de la ciencia James Burke. La serie fue producida y dirigida por Mick Jackson del Science & Features Department de la BBC y estuvo por primera vez en el aire en 1978 (Reino Unido) y 1979 (USA). Llevó un acercamiento interdisciplinario a la historia de la ciencia y de la invención y demostró cómo varios descubrimientos, logros científicos, y acontecimientos históricos del mundo fueron construidos uno a partir de otro sucesivamente en una forma interconectada para así causar el éxito de aspectos particulares de la tecnología moderna. La serie fue notable por la presentación fresca y entusiasta (y el humor seco) de Burke, recreaciones históricas, y los modelos a escala intrincados.
El éxito popular de la serie llevó a la producción de The Day the Universe Changed (El día que el universo cambió), un programa similar pero mostrando una historia más lineal de varios desarrollos científicos importantes. Años más tarde, el éxito en la redifusión llevó a dos secuelas, Connections² (1994) y Connections³ (1997), ambas para el TLC. En 2004, para el aniversario 25 de la primera difusión en USA en PBS, KCSM-TV produjo un programa llamado Re-Connections, consistiendo de una entrevista a Burke y de puntos culminantes de la serie original.

## El acercamiento a la historia deRelaciones
Relaciones explora una “Vista Alternativa del Cambio" (el subtítulo de la serie) que rechaza la visión convencional lineal y tecnológica del progreso histórico. Burke afirma que uno no puede considerar aisladamente el desarrollo de cualquier pieza particular del mundo moderno. En lugar de ello, la gestalt (holística) entera del mundo moderno es el resultado de una red de acontecimientos interconectados, cada uno consistiendo de una persona o un grupo actuando por razones de sus propias motivaciones (ej. beneficio, curiosidad, religión) sin tener concepto del resultado final moderno, de lo que tanto sus acciones o la de sus contemporáneos, finalmente llegaría a ser. La interacción de los resultados de estos acontecimientos aislados es lo que dirige a la historia y a la innovación, y es también el foco principal de la serie y de sus secuelas.
Para demostrar su visión, Burke comienza cada episodio con un acontecimiento o una innovación particular en el pasado (usualmente en la edad antigua o media) y traza la trayectoria desde ese acontecimiento con una serie de conexiones aparentemente sin relación hasta un aspecto fundamental y esencial del mundo moderno. Por ejemplo, el episodio "la larga cadena" traza la invención de los plásticos desde el desarrollo del filibote, un tipo de buque de carga holandés.
Burke también explora tres corolarios a su tesis inicial. El primero es que si la historia es conducida por individuos que actúan solo con lo que ellos sabe en su tiempo y no debido a cualquier idea con respecto a donde llevarán eventualmente sus acciones, entonces, predecir el curso futuro del progreso tecnológico es meramente una conjetura. Por lo tanto, si estamos asombrados por las conexiones que Burke puede tejer entre eventos pasados, entonces nosotros estaremos igualmente sorprendidos por a lo que eventualmente llevarán los acontecimientos de hoy, especialmente los acontecimientos que incluso no somos conscientes de en este tiempo.
Los segundo y tercer corolarios son explorados en su mayor parte en los episodios introductorio y concluyente, y representan la desventaja de una historia interconectada. Si la historia progresa debido a la interacción sinergética de acontecimientos e innovaciones pasadas, entonces a medida que la historia progresa, el número de estos acontecimientos e innovaciones aumenta. Este aumento en posibles conexiones hace que el proceso de la innovación no solo continúe, sino que lo acelera. Burke plantea la cuestión de qué sucede cuando este índice de innovación, o más importante, del cambio en sí mismo, se convierte en demasiado para que la persona media pueda manejar y qué significa esto para el poder individual, la libertad, y la privacidad.
Al final, si el mundo moderno entero está construido sobre estas innovaciones interconectadas, todas incrementalmente mantenidas y mejoradas por especialistas que requieren años de entrenamiento para ganar experiencia, ¿qué oportunidad tiene el ciudadano medio, sin este extenso entrenamiento, de tomar una decisión informada en cuestiones tecnológicas prácticas, tales como la edificación de centrales nucleares de energía o la financiación de controvertidos proyectos  tales como la investigación sobre células madres? Además, si el mundo moderno está cada vez más interconectado, ¿qué sucede cuando se derrumba uno de esos nodos? ¿El sistema entero lo sigue?